# Beyrouth! « À défaut d'être mort »
Beyrouth! « À défaut d'être mort » est un documentaire de Tahani Rached réalisé en 1983 sur les réfugiés libanais, notamment ceux du massacre de Sabra et Chatila.

## Synopsis
Ce documentaire montre la vie quotidienne des habitants du quartier dévasté de Beyrouth ouest, la manière dont leur culture et leurs traditions restent ancrées et les soutiennent dans de telles conditions,. Beyrouth! « À défaut d'être mort » donne une visibilité aux victimes et transmet les voix d'hommes et de femmes exilés dans leur propre pays,.   

## Fiche Technique
Fiche Technique :
- Titre original : Beyrouth! « À défaut d’être mort »
- Réalisation : Tahani Rached
- Photographie : Jacques Leduc
- Montage : Pierre Bernier
- Dessins - illustrations : Pierre Hébert
- Prise de son : Claude Beaugrand
- Mixage : Jean-Pierre Joutel
- Musique : René Lussier, Claude Simard, Jean Derome
- Mixage de la musique : Louis Hone
- Production : Jacques Vallée, une production et une distribution de l'Office national du film du Canada
- Pays d'origine : Liban
- Traduction : Kussay Samak
- Adaptation française et sous-titres : Jean-Daniel Lafond
- Genre : documentaire
- Format : 16 mm couleur
- Durée : 57 minutes 6 secondes
- Date de sortie : vendredi 4 novembre 1983, en première à l'Outremont

## Contexte
Le documentaire commence par une mise en contexte des différents événements pouvant expliquer les tensions subsistants au Liban. En 1948, la création de l’État d'Israël provoque le départ de plusieurs milliers de Palestiniens et le Liban en accueille 176 000. En 1975, le Liban tombe dans une guerre civile et de religion. Beyrouth se retrouve alors divisée en deux parties : la milice chrétienne contrôle l'est, les forces palestiniennes l'ouest. Ces dernières devront se retirer en août 1982 à la suite de la pression de l'armée israélienne sur le territoire. En septembre 1982, les phalangistes (milices chrétiennes) massacrent les habitants du quartier de Sabra et du camp de réfugiés palestinien Chatila situé à Beyrouth ouest.

## Production

### Tournage
Sur la plage Saint-Michel à Beyrouth sud qui accueille les réfugiés chassés de Beyrouth est et ceux fuyant le massacre de Sabra et Chatila,, l'équipe de tournage de Tahani Rached - composée de Séraphin Bouchard, de Claude Beaugrand, et de Jacques Leduc - filme pendant trois semaines en octobre 1982,. Massadé, une vieille réfugiée libanaise, restera auprès de l'équipe tout au long du tournage. 

## Analyse

### Le style documentaire
Il s'agit d'un documentaire contre la guerre, un témoignage des rescapés libanais qui expriment à la fois leur angoisse, leur hystérie collective et leur volonté de survivre,. Contrairement aux autres documentaires de Tahani Rached où une place prépondérante est accordée aux entretiens, Beyrouth! « À défaut d’être mort » donne davantage d'importance aux lieux, aux milieux, aux situations. Les corps et les voix des habitants de Beyrouth ouest constituent une sorte de poème. Le film est rythmé par le travail d'animation de Pierre Hébert, où des photographies de visages deviennent des dessins expressifs,. 
Ce documentaire recherche un nouveau rapport au son et à l'image : on assiste à des collages qui le distinguent du découpage brut du direct ou du documentaire traditionnel. Pour nous raconter leurs tragédies, les chants des habitants remplacent leurs paroles ; des photographies et des dessins sont aussi intégrés à la trame générale.

### La parole des femmes
Ce documentaire constitue aussi un film sur la parole des femmes : « si on voit surtout des femmes dans ce film, ce n'est pas simplement parce qu'elles expriment mieux la douleur de leur peuple, leur veuvage et leur difficulté a élever les enfants qui restent, c'est peut-être aussi parce que la plupart des hommes sont absents : certains se sont battus et sont morts; d'autres, soupçonnés de terrorisme, ont été arrêtés, peut-être exécutés (...) Finalement, et je m'en aperçois maintenant, c'est un film où les femmes ont pris la parole. Ce n'est pas un choix que j'ai fait, ça s'est imposé à nous, et je crois que cela traduit très bien cette absurdité de la guerre, de toute guerre». « Ce film c'est elle. C'est Alia, c'est Faouzia, ce sont des femmes libanaises et des réfugiés qui occupent depuis les débuts de la guerre civile libanaise des chalets de cette plage privée ».